# Villevêque
Villevêque är en kommun i departementet Maine-et-Loire i regionen Pays de la Loire i nordvästra Frankrike. Kommunen ligger i kantonen Angers-Nord-Est som tillhör arrondissementet Angers. År 2018 hade Villevêque 3 037 invånare.

## Befolkningsutveckling
Antalet invånare i kommunen Villevêque
| Referens: INSEE |